# 右骨都侯
右骨都侯，是古代匈奴官号，與左骨都侯相對，低於左骨都侯，为二十四長之一。匈奴二十四长，居第十二位。
右骨都侯在冒顿单于时设置，为单于的亲近大臣，掌佐单于总国政。为单于及左右贤王之辅佐。但由呼衍氏、须卜氏、丘林氏、兰氏等异姓贵族担任，辅佐单于。右骨都侯主管匈奴右部政事，经常出入西域各国。南匈奴時属左大将，掌领兵。是单于的辅政近臣，主断狱讼。裁决之案，面报单于，无文簿记录。呼韩邪单于附汉后，诸骨都侯亦屯驻一方，助汉戍边。
- 王莽建立新朝，单于派遣右骨都侯当白将率：“汉赐单于印，言‘玺’，不言‘章’，又无‘汉’字。诸王已下乃有‘汉’，言‘章’。今即去‘玺’加‘新’，与臣下无别。愿得故印。”
- 匈奴用事大臣右骨都侯须卜当，即王昭君女婿，妻子伊墨居次云